# Cratere Ctesibius
Ctesibius è il nome di un cratere lunare da impatto intitolato all'inventore e matematico ellenistico Ctesibio, situato nelle vicinanze dell'equatore, nell'emisfero lunare più distante dalla Terra (faccia nascosta). Si trova tra il più grande cratere Abul Wáfa, a ovest e il più piccolo cratere Heron, ad est.
Il bordo di Ctesibius è ampio ed affilato, e non mostra erosione significativa. Una piccola cresta si distacca dal margine meridionale, piegando verso sud-sud-est. Il pianoro interno è relativamente piatto e mostra una bassa altura al centro. Deboli tracce della raggiera del vicino cratere cratere Necho sono visibili a occidente sul pianoro centrale e sul margine.